# Medal Stanisława Kostaneckiego
Medal Stanisława Kostaneckiego – medal przyznawany członkom Polskiego Towarzystwa Chemicznego za wybitne osiągnięcia w zakresie chemii organicznej.  
Brązowy medal w kształcie kwadratu z zaokrąglonymi rogami zawiera na awersie podobiznę Stanisława Kostaneckiego z datami jego urodzin i śmierci, a na rewersie napis Polskie Towarzystwo Chemiczne, rok i nazwisko osoby, której przyznano medal.

## Lista nagrodzonych[2]
- 1978 – Mieczysław Mąkosza
- 1980 – Andrzej Zwierzak
- 1981 – Marian Mikołajczyk
- 1983 – Osman Achmatowicz
- 1984 – Aleksander Zamojski
- 1989 – Janusz Jurczak
- 1990 – Wojciech Stec
- 1991 – Przemysław Mastalerz
- 1992 – Ryszard Bodalski
- 1994 – Marek Chmielewski
- 1995 – Jacek Młochowski
- 1996 – Jerzy Wicha(inne języki)
- 1999 – Gotfryd Kupryszewski
- 2000 – Jacek Gawroński
- 2001 – Aleksandra Skowrońska
- 2004 – Mirosław Szafran
- 2008 – Zbigniew Florjańczyk
- 2009 – Zbigniew Grzonka
- 2010 – Andrzej Lipkowski
- 2011 – Józef Drabowicz(inne języki)
- 2013 – Grzegorz Mlostoń(inne języki)
- 2014 – Grzegorz Grynkiewicz
- 2015 – Kazimierz Pietrusiewicz(inne języki)
- 2016 – Karol Grela
- 2017 – Piotr Kiełbasiński(inne języki)
- 2018 – Jacek Morzycki(inne języki)
- 2019 – Janusz Zakrzewski(inne języki)
- 2020 – Zbigniew Szewczuk(inne języki)
- 2021 – Henryk Koroniak
- 2022 – Łukasz Albrecht
- 2023 – Czesław Wawrzeńczyk(inne języki)[3]
- 2024 – Piotr Bałczewski[4]